# Улица Сапиеру
Улица Са́пиеру (латыш. Sapieru iela, рус. Сапёрная) — улица в Латгальском предместье города Риги, в Гризинькалнсе. Проходит от улицы Александра Чака до улицы Рудолфа. С другими улицами не пересекается.
Бо́льшую часть чётной стороны улицы занимает территория предприятия «Latvijas balzams».
Общая длина улицы составляет 303 метра. На всём протяжении имеет асфальтовое покрытие, 2 полосы движения. Общественный транспорт по улице не курсирует.

## История
На картах города впервые показана в 1885 году под своим нынешним названием, которое никогда не изменялось. Своё название улица получила по располагавшейся здесь воинской части. В годы советской власти существовал секретный подземный ход от этой воинской части до парка Гризинькалнс, под холмом которого в 1949 году были оборудованы помещения резервного штаба Прибалтийского военного округа.